# Église de la Dormition-de-la-Mère-de-Dieu de Lipolist
Pour les articles homonymes, voir Église de la Dormition-de-la-Mère-de-Dieu.
L'église de la Dormition-de-la-Mère-de-Dieu de Lipolist (en serbe cyrillique : Црква Успења Пресвете Богородице у Липолисту ; en serbe latin : Crkva Uspenja Presvete Bogorodice u Lipolistu) est une église orthodoxe serbe serbe située à Lipolist, sur le territoire de la ville de Šabac et dans le district de Mačva, en Serbie. Elle est inscrite sur la liste des monuments culturels protégés de la république de Serbie (no SK 2043),,,.

## Présentation

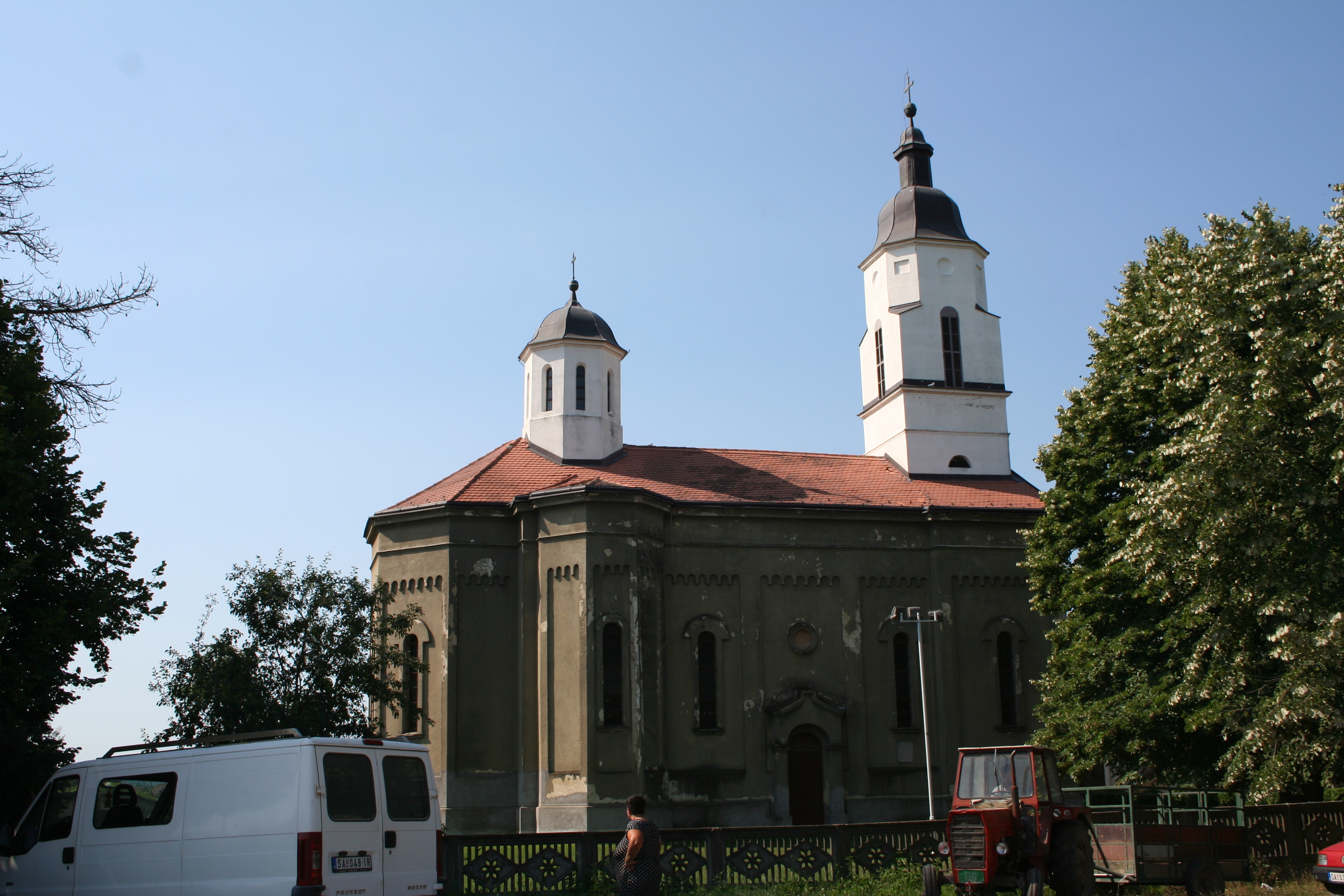
Vue d'une façade latérale, avec le clocher et le dôme.

L'église a été construite en 1872 et consacrée en 1880,.
De forme allongée, elle est constituée d'une nef unique prolongée par une abside polygonale à l'extérieur et demi-circulaire à l'intérieur ; la nef est précédée d'un narthex doté d'une galerie,. De part et d'autre de la zone de l'autel se trouvent des chapelles polygonales qui forment des saillies sur les façades latérales ; cette zone est également surmontée d'une petite coupole formant un dôme à l'extérieur. Les façades sont rythmées par des ouvertures surmontées d'arcades en plein-cintre, tandis qu'une frise dentelée court en-dessous de la corniche,. Le portail de la façade occidentale est surmonté d'un petit tympan dans lequel se trouve une fresque représentant le Christ ; cette façade, dans son ensemble, est dominée par un grand fronton triangulaire et par un haut clocher, de style baroque.
L'intérêt architectural de l'édifice consiste en la juxtaposition d'une influence de l'architecture médiévale serbe et d'une influence de l'architecture de l'Europe centrale,, mélange précurseur du style serbo-byzantin moderne qui, influencé par l'architecture médiévale, allait fleurir à la fin du XIXe siècle et dans la première moitié du XXe siècle,.

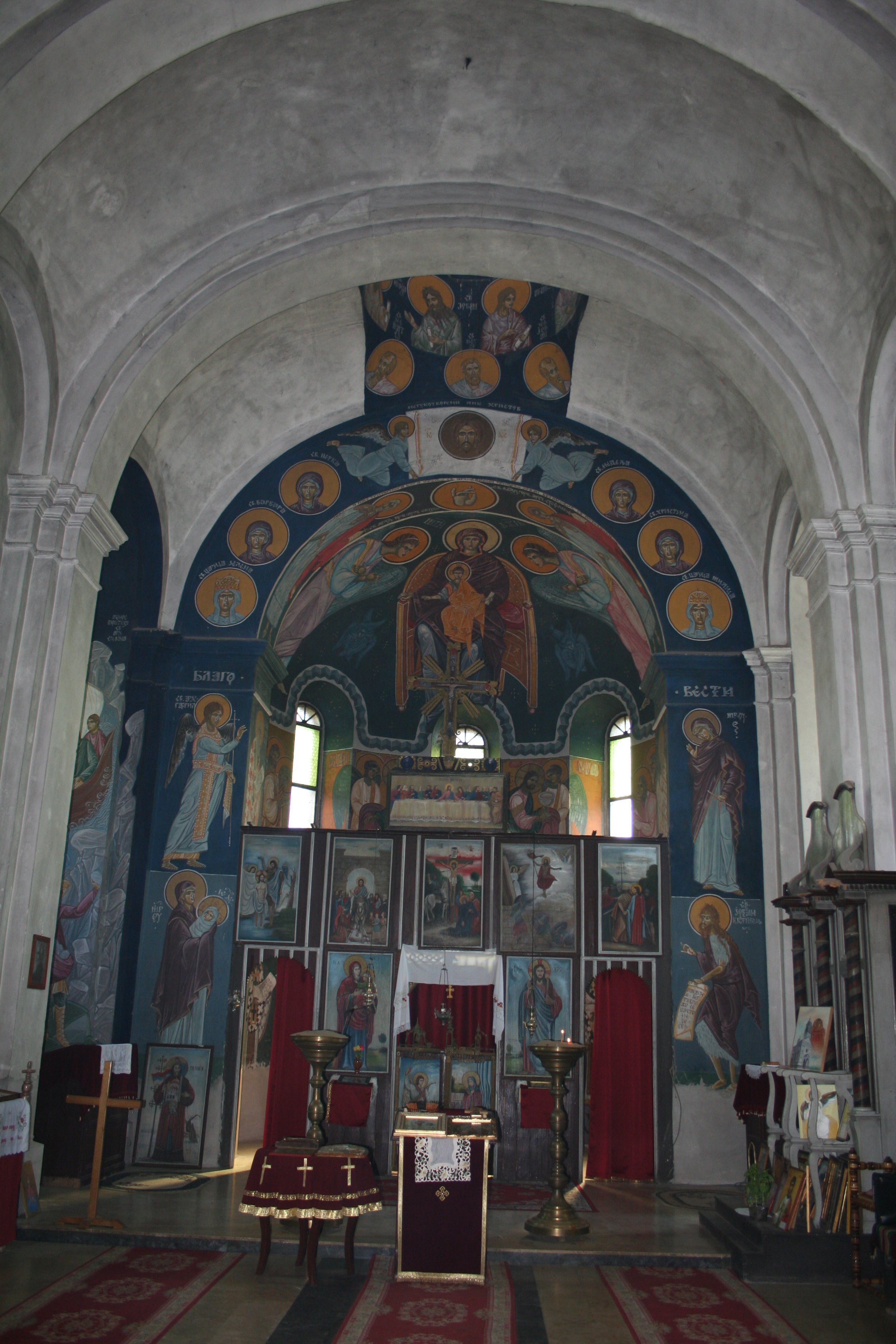
L'intérieur de l'église avec l'iconostase.